# Ванін Олексій Захарович
Олексій Захарович Ванін (9 січня 1925, сел. Благовіщенка, Ребрихінський район, Сибірський край — 22 травня 2012, Москва) — радянський і російський актор театру і кіно, художник, майстер спорту з класичної боротьби, заслужений артист Російської Федерації (1998). Учасник Великої Вітчизняної війни.

## Біографія
Олексій Ванін народився 9 січня 1925 року (за іншими джерелами — 13 лютого 1924 року) в селі Благовіщенка Ребрихінського району Сибірського краю (нині Благовіщенський район Алтайського краю). Різницю з плутаниною в днях народження сам актор пояснював тим, що спеціально додав собі рік для того, щоб бути призваним на фронт.
Олексій Ванін був учасником Другої Світової війни, воював у складі Сталінської Сибірської дивізії снайпером, в артилерії розвідником, був тричі поранений. Після закінчення війни до демобілізації був армійським художником. Був направлений для вступу в Одеське артилерійське училище.
Демобілізувавшись у кінці 1945 року, працював директором Кисельовського театру. Василь Іванович Анісімов, майстер спорту з класичної боротьби, помітив Олексія і став його тренувати. Вечорами, після роботи, Ванін відвідував тренування. Незабаром Олексій Ванін став чемпіоном міста Кисельовська, де він тоді жив. Потім були здобуті чемпіонські титули Кемерова, усього Сибіру, Москви. Дворазовий срібний (1956, 1959) і дворазовий бронзовий призер (1955, 1961) чемпіонатів СРСР з класичної боротьби.
В 1949 році був запрошений до Москви, де планував зайнятися тренерською роботою.
У 1953 році йшли пошуки актора на головну роль у фільмі «Чемпіон світу». З 33 кандидатів вибір припав на Олексія Ваніна. Так фронтовик і борець став актором.
Не рахуючи професію актора головною, Олексій Ванін продовжував зніматися, навчався в інституті фізичної культури, потім у школі машиністів локомотивів. На початку 1960-х років був заарештований і засуджений за контрабанду (взяв з собою в службове відрядження в Угорщину 30 секундомірів для продажу). Відбув півтора року, звільнений достроково за зразкову поведінку. Був виключений з КПРС, звільнений з ЦСКА. З 1962 року працював тренером ДСО «Локомотив».
Був одружений шість разів (останній у 1996 році).
Все життя захоплювався малюванням. У Москві відвідував художню студію Грекова.
Помер 22 травня 2012 року на 88-му році життя після тривалої хвороби. Похований у Москві на Владикінському кладовищі.

## Творчість

### Ролі в кіно
1. 1954 — Чемпіон світу — Ілля Громов, чемпіон СРСР, заслужений майстер спорту з класичної боротьби
2. 1956 — За владу Рад — епізод
3. 1957 — Нічний патруль — дорожній майстер
4. 1959 — Золотий ешелон — епізод
5. 1960 — Дівоча весна — матрос Олексій
6. 1960 — Леон Гаррос шукає друга (СРСР, Франція) — театрал (нема в титрах)
7. 1961 — Кар'єра Діми Горіна — Пантелей, член бригади Дробота, молодий батько
8. 1965 — Ваш син і брат — Ігнат Воєводін, борець з цирку
9. 1965 — Герой нашого часу — Максим Максимич. Тамань
10. 1968 — Щит і меч (фільм 3: «Оскарженню не підлягає») — санітар
11. 1971 — Джентльмени удачі — завязавший уголовник, спустивший «Доцента» зі сходів
12. 1971 — Кінець Любавіних — Яшка
13. 1973 — Безстрашний отаман — Афанасій
14. 1973 — Біля цих вікон... — майстер-кравець
15. 1973 — Вічний поклик — Вася, шахтар
16. 1973 — Калина червона — Петро Байкалов, брат Люби
17. 1973 — Сибірський дід — епізод
18. 1974 — Агонія — воспитатель наследника Цесаревича Алексея Николаевича
19. 1975 — Афоня — Іван Орлов, чоловік Олени
20. 1975 — Вони воювали за Батьківщину — бронебойщик Аким Борзых
21. 1975 — Втеча містера Мак-Кінлі — господин в Сенаті
22. 1976 — Вогняне дитинство — Чиканов
23. 1976 — Трин-трава — Олексій Захарович, секретар райкому
24. 1976 — Ти — мені, я — тобі — любитель лазні
25. 1976 — Квіти для Олі — тато Олексія, лісник
26. 1977 — Де ти, Багіро? — батько Тані
27. 1977 — Поклич мене в далечінь світлу — Олексій, гість в ресторані
28. 1977 — Втеча з в'язниці — наглядач
29. 1977 — Біда — попутник
30. 1978 — Замуровані у склі — джин
31. 1978 — Цілуються зорі — пасажир на пароплаві, в каюті
32. 1978 — Поговоримо, брате... — Сердюк
33. 1978 — Весняна путівка — шанувальник Тоні
34. 1979 — Смак хліба — Квасовец, колишній уголовник
35. 1979 — Мішка на півночі — епізод
36. 1979 — Небезпечні друзі — Сухов, лідер активістів
37. 1979 — Батько і син — Василь Семенович Стьопін
38. 1979 — Дзвін минаючого літа — Петрок
39. 1979 — В одне прекрасне дитинство — силач в цирку
40. 1980 — Повінь — епізод
41. 1980 — Крізь терни до зірок — робот Бармалей
42. 1981 — Вишневий вир — Гурьян Савкін
43. 1981 — Свята дитинства — Іван Олексійович, голова
44. 1981 — Таємниця записної книжки — член преступного сообщества
45. 1982 — Василь Буслаєв — епізод
46. 1982 — Грибний дощ — працівник типографії
47. 1982 — Нам тут жити — Михайло
48. 1983 — Кохаю. Чекаю. Олена. — Ігнат, машиніст локомотива
49. 1983 — Військово-польовий роман — гість
50. 1984 — Перша кінна — начдив Семен Тимошенко
51. 1984 — Нам не дано передбачити… — епізод
52. 1985 — Знай наших! — епізод
53. 1985 — Корабель прибульців — секретар міському Тури
54. 1985 — Говорить Москва — Федір Михайлович Орлов
55. 1985 — Заповіт — епізод
56. 1985 — Іван Бабушкін — офіцер Писаренко
57. 1986 — Додатковий прибуває на другу колію — Галей, потерпевший
58. 1987 — Гардемарини, вперед! — сторож Іван
59. 1987 — Імпровізація на тему біографії — епізод
60. 1987 — Прихід Місяця — епізод
61. 1987 — Християни — поліцейський пристав, свідок в суді
62. 1987 — Два береги — Сергій Захарович
63. 1988 — Сіра миша — епізод
64. 1989 — Не зійшлися характерами — епізод
65. 1989 — Фанат — працівник міліції
66. 1990 — Іспанська акторка для російського міністра (СРСР, Іспанія) — член комісії
67. 1991 — Віват, гардемарини! — сторож Іван
68. 1991 — Мій найкращий друг — генерал Василь, син Йосипа — епізод
69. 1992 — Семейські — епізод
70. 1992 — Прірва (Росія, Німеччина, Франція) — епізод
71. 1992 — Три дня поза законом — Трофим Самсонович, батько Маши
72. 1992 — Фіктивний шлюб / Фіктивний шлюб (Україна) — Фірсов, санітар
73. 1993 — Попри все — робочий, вступившийся за Алину
74. 1993 — Я сама — дільничий Сергійович
75. 1995 — Син за батька — Вася-мисливець
76. 1996 — Любити по-російськи-2 — «президент», засудженний
77. 1998 — Околиця — Василь Іванович Перфильєв
78. 2002 — Next 2 — Касаткін, кримінальний авторитет
79. 2003 — Чорна мітка — член Політбюро ЦК КПСС
80. 2006 — Карнавальна ніч 2 — гість, що сидить у глядацькому залі

## Нагороди
- орден Дружби (21.10.2009)[4]) — за заслуги в розвитку вітчизняної культури і мистецтва, багаторічну плідну діяльність
- орден Вітчизняної війни I ступеня (11.03.1985)
- орден Вітчизняної війни II ступеня
- орден Червоної Зірки (1943)
- медаль «За відвагу» (1943) — за мужність, виявлену в боях на Калінінському фронті
- медаль «За оборону Сталінграда»
- медаль «За визволення Праги» (1945)
- Заслужений артист Російської Федерації (09.01.1998)[5]
- Медаль «За заслуги перед громадою» (Алтайський край) (26.07.2009)[6]

## Цікаві факти
У фільмі Петра Луцика «Окраїна» Олексій Ванін, виконуючи роль колишнього голови колгоспу «Романовський» (сцена з купанням в ополонці), називає свій вік на момент зйомок і розказує факт зі своєї справжньої біографії, а саме — як, приписавши собі один рік, він відправився на фронт.[джерело не вказане 2534 дні]